# Berkey, Ohio
Berkey, Ohio (енгл. Berkey) град је у америчкој савезној држави Охајо.

## Демографија
По попису из 2010. године број становника је 237, што је 28 (-10,6%) становника мање него 2000. године.
| Група             | 2000.       | 2010.       |
| Белци             | 259 (97,7%) | 232 (97,9%) |
| Афроамериканци    | 0 (0,0%)    | 0 (0,0%)    |
| Азијати           | 1 (0,4%)    | 2 (0,8%)    |
| Хиспаноамериканци | 1 (0,4%)    | 3 (1,3%)    |
| Укупно            | 265         | 237         |